# Fiat 1300/1500
Ne doit pas être confondu avec la Fiat 1500 de 1935
 (avril 2023).
Si vous disposez d'ouvrages ou d'articles de référence ou si vous connaissez des sites web de qualité traitant du thème abordé ici, merci de compléter l'article en donnant les références utiles à sa vérifiabilité et en les liant à la section « Notes et références ».

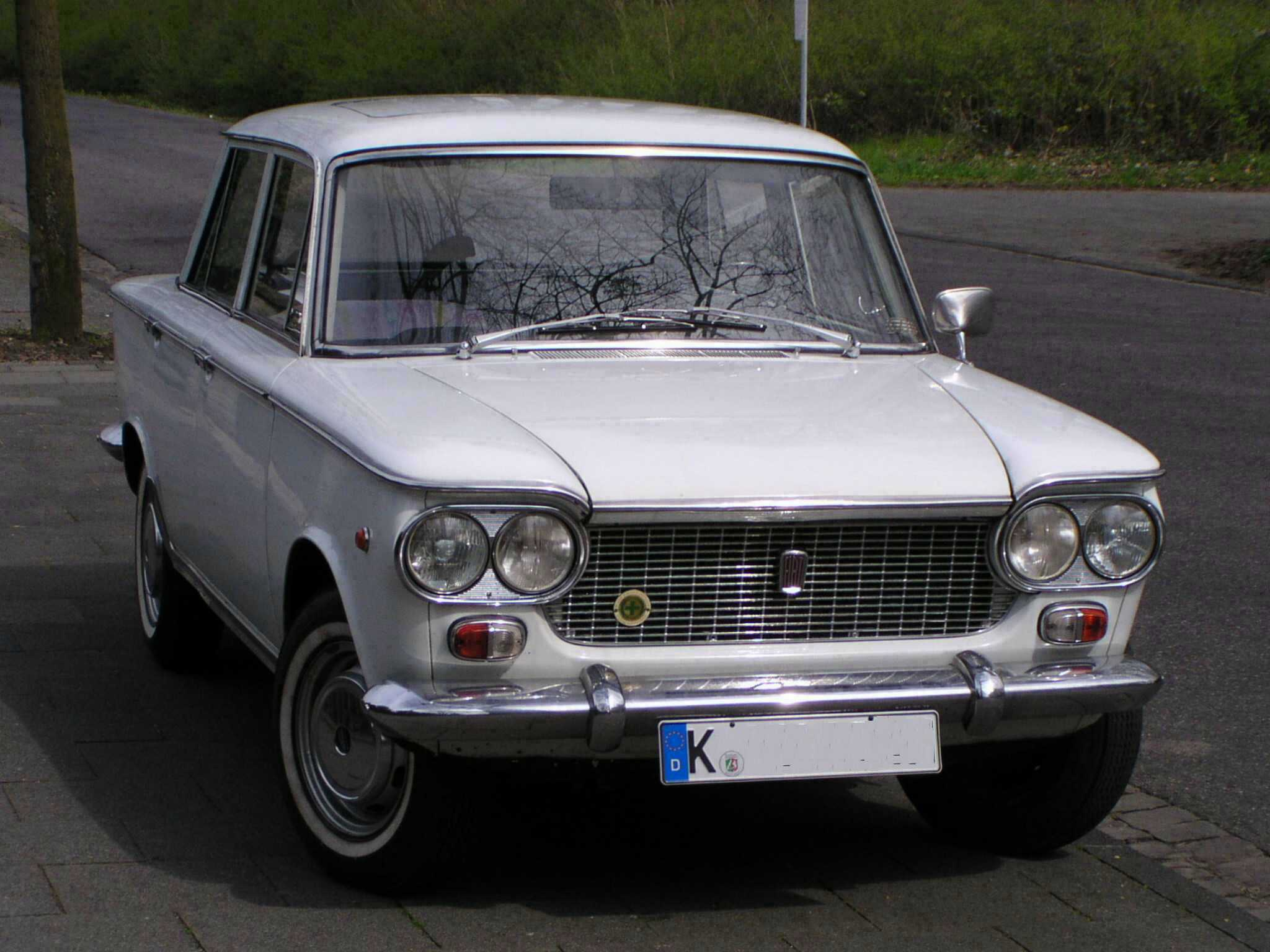
Fiat 1300

Les Fiat 1300 et Fiat 1500 sont des automobiles du constructeur italien Fiat fabriquées de 1961 à 1967.
Ces deux modèles reposent sur la même carrosserie berline traditionnelle à quatre portes équipés de moteurs de 1 295 cm3 développant 65 ch DIN et 1 481 cm3 de 72 ch. Quelques détails de finition intérieure différenciaient les deux modèles de la première série.
Avec ces voitures, Fiat voulait occuper la place laissée entre les Fiat 1100 et les Fiat 1800/2100, et présenta au mois d'avril 1961 une première berline, caractérisée par une carrosserie qui n'était pas sans rappeler les américaines de l'époque, notamment la Chevrolet Corvair. 
Les finitions intérieures étaient très soignées et reprenaient le niveau des modèles de catégorie supérieure, comme la Fiat 1800, par exemple, les sièges étaient recouverts de tissu de velours.
Peu de temps après, lors du Salon de Turin, Fiat présenta la version Familiare (break).
En 1962, la Fiat 1300 fut choisie par les forces de police italienne et l'armée.
Le moteur de la Fiat 1500 servit à la réalisation d'une version spéciale destinée aux taxis, qui demandaient une voiture spacieuse avec un moteur de cylindrée économique. Ainsi naquit la Fiat 1500L (lunga) avec la carrosserie de la Fiat 1800. C'est cette version qui fut construite par la filiale espagnole de Fiat, la Seat 1500 jusqu'en 1972 à plus de 200 000 exemplaires.
En 1964, Fiat présenta la seconde série baptisée Fiat 1300/1500C qui disposait de moteurs plus puissants et d'un servo-frein en série. La carrosserie bénéficia de quelques retouches mineures et d'une augmentation de l'empattement de 80 mm.
La Fiat 1300 restera en production jusqu'en 1966, remplacée par la Fiat 124, tandis que la fabrication de Fiat 1500 s'arrêta un an plus tard, remplacée par la Fiat 125.

## Les dérivées des Fiat 1300/1500
La gamme 1300/1500 a été utilisée par plusieurs maîtres carrossiers italiens pour créer des versions coupé et cabriolet. La Carrozzeria Scioneri présenta en 1962 un magnifique coupé baptisé 1300 Sportinia ; l'année suivante suivra la version 1500 Coupé beaucoup plus élaborée qui sera fabriquée jusqu'en fin d'année 1965.
La Fiat 1500 fut déclinée également en une très élégante version cabriolet dessinée par Pininfarina en 1962 qui connaitra un énorme succès commercial.
La version 1500, puis son évolution en 1600 S, resta en production jusqu'en 1966 et l'on dénombre plus de 22 000 exemplaires construits. Elle fut remplacée par les Fiat 124 Coupé et Fiat 124 Spider.

### Fiat Ghia 1500 GT
Au Salon de l'automobile de Turin en novembre 1962, Ghia dévoile un nouveau modèle élaboré à partir de la Fiat 1500, sa propre version coupé de la Fiat 1500, la Fiat 1500 GT. La voiture a d'abord été commercialisée comme Ghia 1500 GT puis, Fiat 1500 GT. 846 exemplaires ont été fabriqués chez le constructeur OSI.

## La Fiat 1300-1500 dans le monde
- Allemagne : la filiale de Fiat en Allemagne, Fiat Neckar construisit la berline 1500 TS, identique à la Fiat 1500, et le coupé Neckar Mistral créé sur cette base par SIATA. Plus de 40 000 exemplaires ont été construits entre 1963 et 1968.

- Argentine : la filiale argentine Fiat Concord a débuté la production de la Fiat 1500 en mars 1963, poursuivie jusqu'en 1972, déclinée en berline avec la carrosserie du type C, familiale et pick-up 1500 Multicarga. La production totale a été de 123 059 exemplaires dont 108 235 berlines et familiar, 16 074 Multicarga et 5 228 Coupés [3].

## Chiffres de production de la Fiat 1500 en Argentine
| Année                | 1963 | 1964  | 1965  | 1966  | 1967  | 1968  | 1969  | 1970 | 1971 | 1972 | total  |
| -------------------- | ---- | ----- | ----- | ----- | ----- | ----- | ----- | ---- | ---- | ---- | ------ |
| Fiat 1500 Berlina    | 2786 | 10716 | 11185 | 12555 | 14138 | 14403 | 12563 | 0    | 0    | 0    | 78346  |
| Fiat 1500 Familiar   | 0    | 967   | 3933  | 3318  | 3613  | 3821  | 3355  | 2304 | 2100 | 1250 | 24661  |
| Fiat 1500 Coupé      | 0    | 0     | 0     | 1428  | 1355  | 1045  | 1200  | 200  | 0    | 0    | 5228   |
| total                | 2786 | 11683 | 15118 | 17301 | 19106 | 19269 | 17118 | 2504 | 2100 | 1250 | 108235 |
| Fiat 1500 Multicarga | 0    | 0     | 1083  | 2477  | 2161  | 2374  | 3188  | 2690 | 2101 | 0    | 16074  |

, , 
- Yougoslavie : elle a été fabriquée sous licence par Zastava et commercialisée dans la version Zastava 1300 (appelée populairement Tristać), identique à la version Fiat, entre août 1963 et le 20 décembre 1979 à 201 163 exemplaires. Les automobilistes yougoslaves de cette époque l'avaient définie la meilleure voiture que la Yougoslavie n'ait jamais construite. Il n'est pas rare d'en voir circuler encore de nos jours en 2015, avec plus d'un million de kilomètres au compteur. Ce modèle était très robuste[7].

- Espagne : la filiale espagnole Seat fabriqua entre 1963 et 1972 la version Fiat 1500L, baptisée Seat 1500, à plus de 200 000 exemplaires. Dès l'origine les taxis espagnols obtinrent un Moteur Diesel d'origine Mercedes.

- Pologne : modèle assemblé par la filiale Fiat-Polski.

- Egypte : modèle assemblé en CKD par El Nasr dans l'usine du Caire.

## Galerie

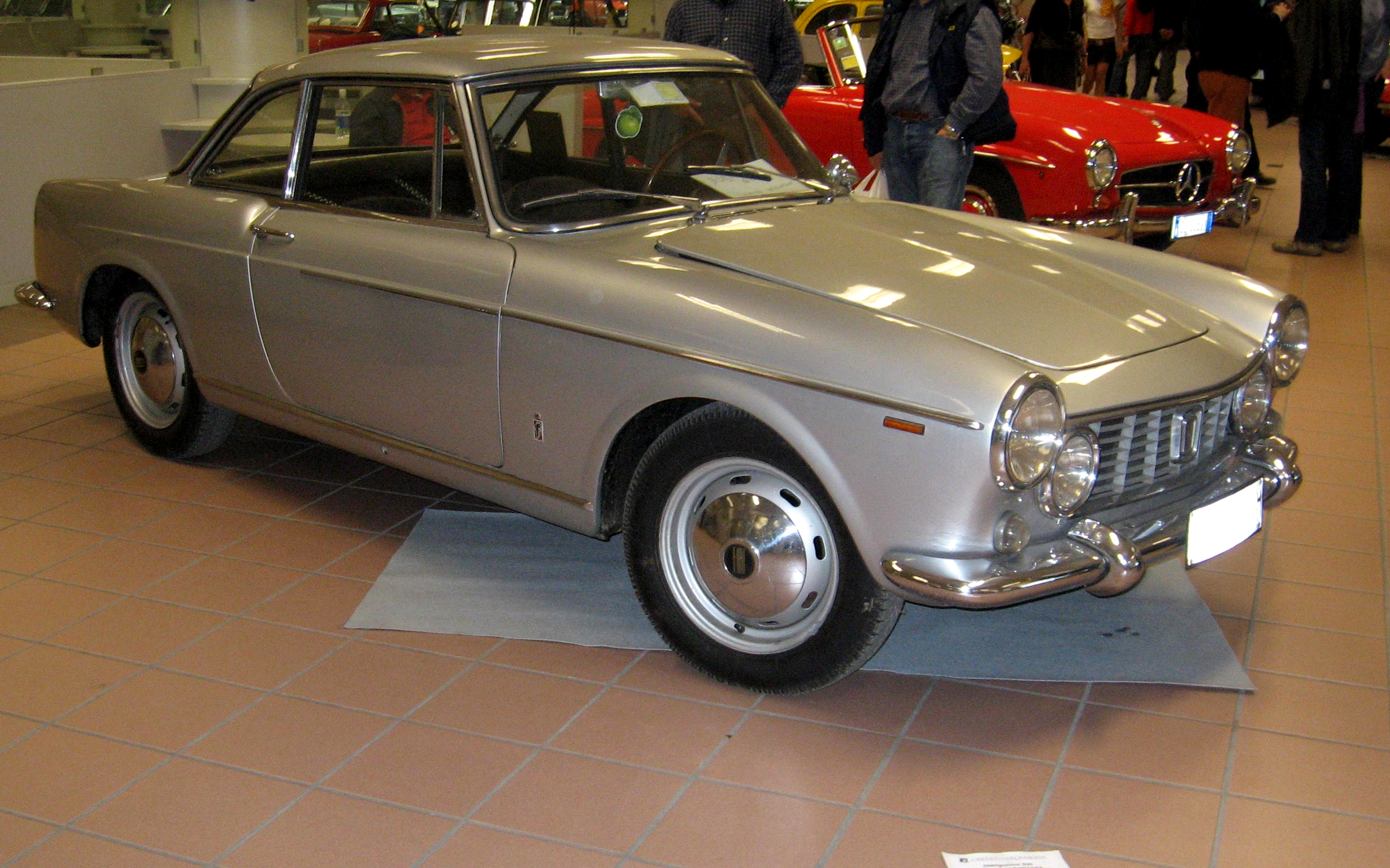
Fiat 1500 Coupé
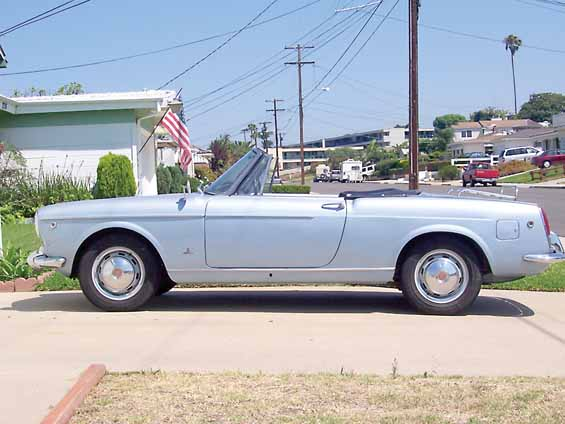
Fiat 1500 Cabriolet
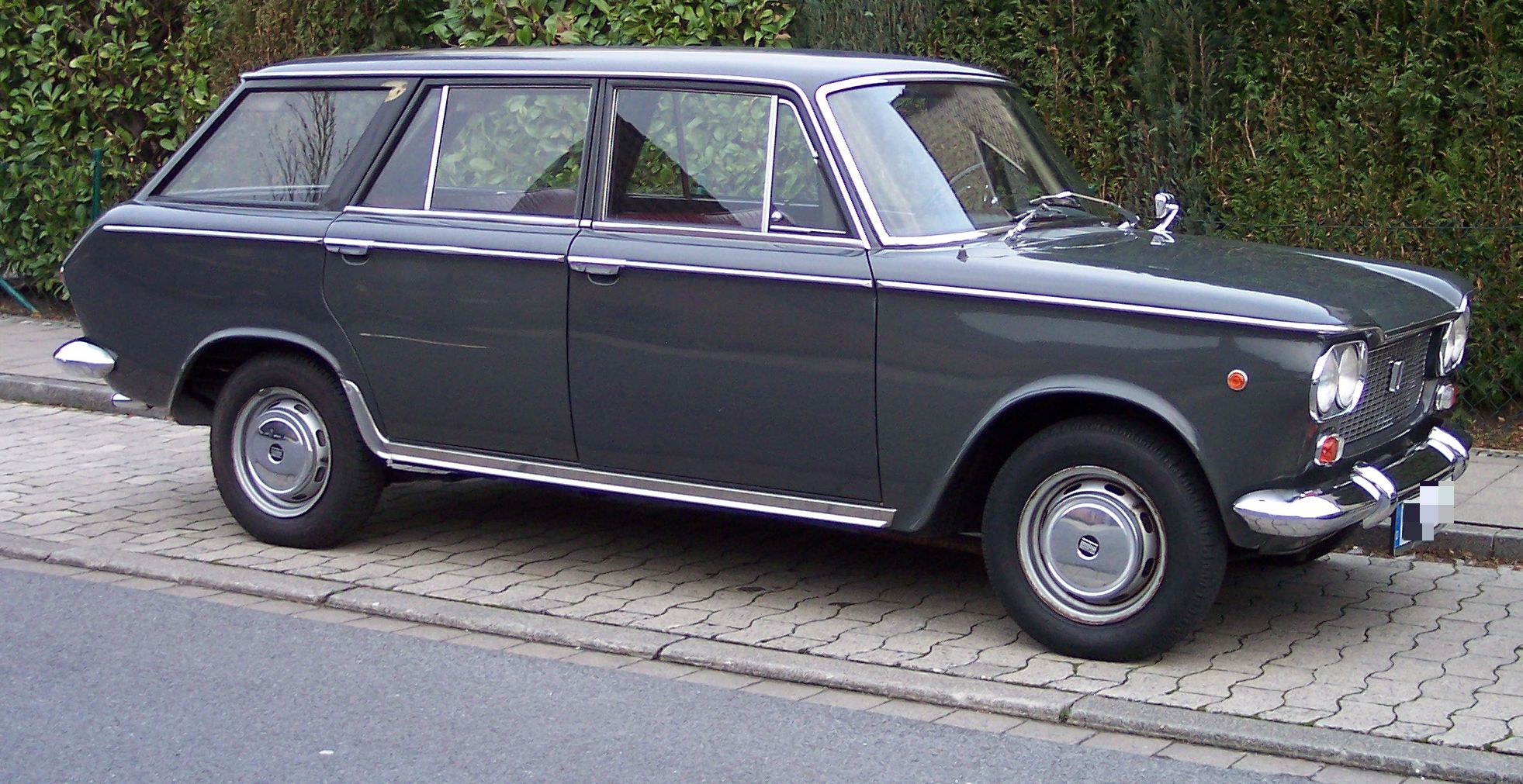
Fiat 1300/1500 break